# Cantone della Bosnia Centrale
Il Cantone della Bosnia Centrale (Srednjobosanski kanton in bosniaco, Županija Središnja Bosna in croato, Средњобосански кантон in serbo) è uno dei 10 cantoni della Bosnia ed Erzegovina con 254 686 abitanti (dato 2013). È, come dice il nome, al centro del paese, a ovest di Sarajevo. Il capoluogo è Travnik.

## Geografia antropica

### Suddivisioni amministrative
Il cantone è diviso in 12 comuni:
- Bugojno
- Busovača
- Dobretići
- Donji Vakuf
- Fojnica
- Gornji Vakuf
- Jajce
- Kiseljak
- Kreševo
- Novi Travnik
- Travnik
- Vitez